# 機械要素
機械要素（きかいようそ、英: machine element）とは、機械を構成する最小の機能単位。機素あるいは節ともいう。
具体的には歯車（ギア）、ローラーチェーンとスプロケット、ねじ（ボルトとナット）、滑車、てこ、軸と軸受（ベアリング）、軸継手、ベルト車、ピンとキーなどをいう。さらに機素を組み合わせて一定の動きをするようにしたものを機構（メカニズム）という。

## 歴史
機械要素の多くは古代から中世に起源をもち、時代とともに具体的な形状や材料は変化しても、その本質や形相は変化していない。
ルーローは1861年の『機械設計者(Konstruk-teur)』で機械要素ごとに章を立てる構成をとり、このスタイルはアンウィンの『機械設計の要素(The Elements of Machine Design)』でも採用されるなど後世に影響を与えた。

## 分類

### 用途と分類
機械要素は用途により、締結用、軸用、管用、伝導用、緩衝用に分けられる。
- 締結用機械要素 - ねじ、リベット、キー、ピンなど[4]。
- 軸用機械要素 - 軸、クラッチ、軸受など[4]。
- 管用機械要素 - 管、弁、コックなど[4]。
- 伝導用機械要素 - ベルト、ロープ、鎖、歯車、カムリンクなど[4]。
- 緩衝用機械要素 - ばね（スプリング）、ブレーキなど[4]。

### 他の分類法
以下のような分類法もある。
- 締結要素
- 伝達要素
- 液体伝達要素
- 密封要素
- 案内要素
- 制御要素
- エネルギーの変換要素
- 緩衝要素